# Дескур, Анджей Мария
Анджей Мария Дескур (пол. Andrzej Maria Deskur; 29 февраля 1924, Сансигнёв — 3 сентября 2011, Ватикан) — польский куриальный кардинал. Титулярный епископ Тене с 17 июня 1974 по 15 февраля 1980. Титулярный архиепископ Тене с 15 февраля 1980 по 25 мая 1985. Председатель Папского Совета по массовым коммуникациям с 8 сентября 1973 по 5 апреля 1984. Кардинал-дьякон с титулярной диаконией Сан-Чезарео-ин-Палатио с 25 мая 1985 по 29 января 1996. Кардинал-священник с титулом церкви pro hac vice Сан-Чезарео-ин-Палатио с 29 января 1996.

## Биография

### Образование
Он учился в гимназии имени Яна Снядецкого в городе Кельце, а после Второй мировой войны он продолжил учёбу в Кракове. Он учился на юридическом факультете Ягеллонского университета, где в 1945 году получил степень магистра римского и канонического права. Во время обучения являлся секретарём организации студенческой взаимопомощи «Bratniak», президентом которой был Кароль Войтыла.
В ноябре 1945 года поступил в Высшую духовную семинарию в Кракове.
В 1948 году направлен на обучение в Университет Фрибура (Швейцария), который закончил в 1952 году со степенью доктора теологии.
С 1952 года обучался в Папской Церковной акадкемии в Риме.

### Священство
20 августа 1950 года рукоположён в священники кардиналом Пьером Герлье, архиепископом Лиона. Из-за железного занавеса не смог вернуться в Польшу.
В течение следующих двух лет он продолжил своё обучение в университете Фрибурга и работал пастором в Швейцарии и Франции.
В 1950—1952 годах — сотрудник Государственного секретариата Святого Престола. С 1952 года — Почётный прелат Его Святейшества. С сентября 1952 года — заместитель секретаря Папской комиссии по кино, радио и телевидению. В 1954—1965 годах — Секретарь Секретариата по делам печати подготовительного этапа Второго Ватиканского Собора. В 1960—1962 годах — участвовал в работе Второго Ватиканского собора, а в 1962—1965 годах — эксперт Собора. С 1964 года — заместитель секретаря, с 1970 года — секретарь, с 1973 года — председатель Папского Совета по массовым коммуникациям.
В 1966, 1967 и 1974 годах сопровождал архиепископ Агостино Казароли во время его поездки в Польшу (Варшава, Гнезно, Познань и Вармия).

### Епископское служение

Герб дворянского рода Дескуров

С 17 июня 1974 года — титулярный епископ Тене в Тунисе.
30 июня 1974 года рукоположён в епископы Папой Павлом VI в базилике Святого Петра.
13 октября 1978 года парализован после инфаркта миокарда. Он был давним другом нового папы римского Иоанна Павла II. Во время Конклава, избравшего Кароля Войтылу — папой римским, епископ Дескур после тяжелого инсульта находился на излечении в клинике Джемелли. Новый Папа посетил его в больнице вскоре после своего избрания. После перенесенного инсульта Дескур мог передвигаться только в инвалидной коляске.
15 февраля 1980 года Папа Иоанн Павел II возвёл его в архиепископы.

### Кардинал

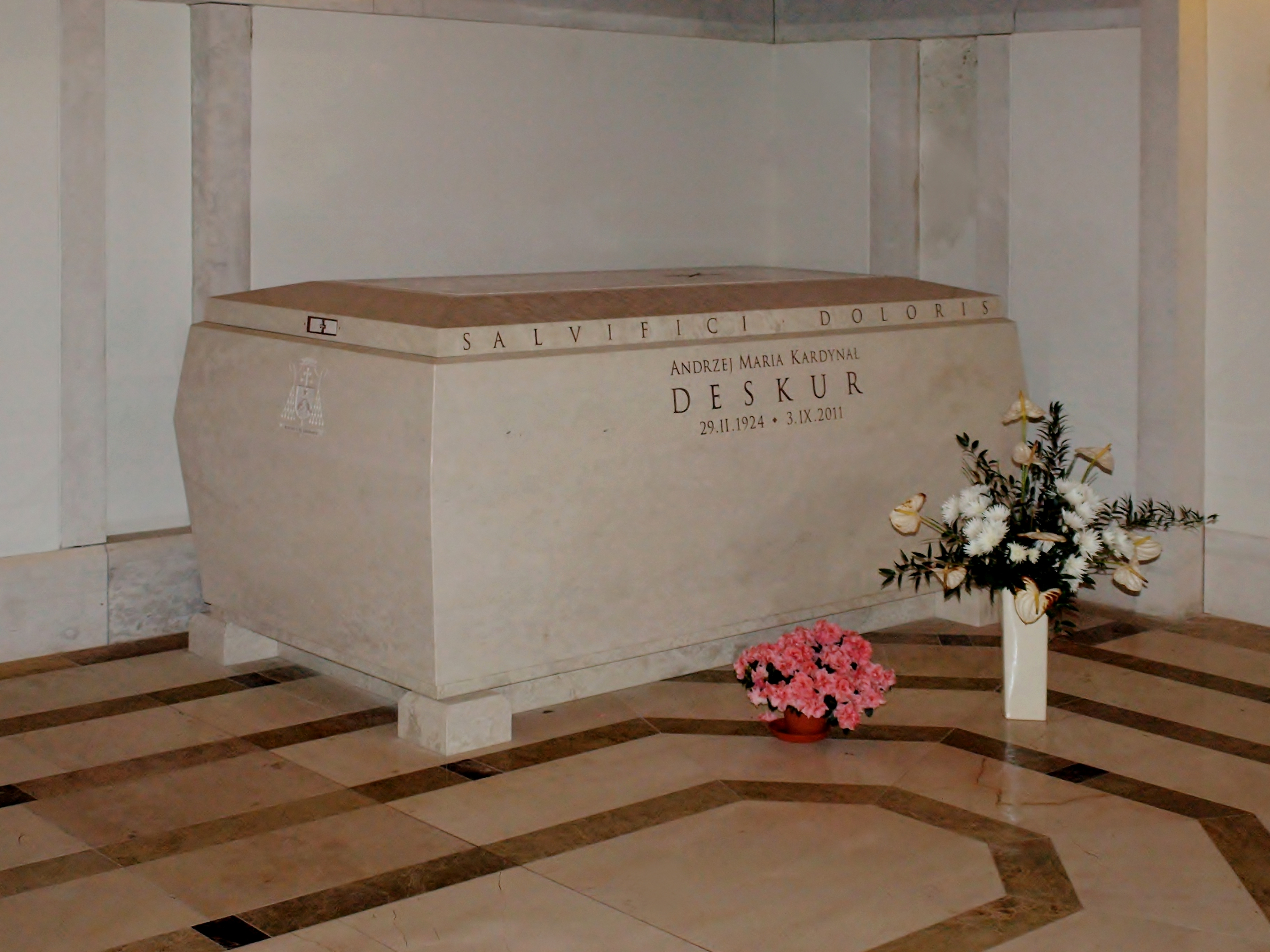
Саркофаг кардинала Дескура в Национальном святилище святого Иоанна Павла II

С 25 мая 1985 года — Кардинал-дьякон с титулярной диаконией Сан-Чезарео-ин-Палатио.
С 1987 года — президентом Папской Академии Непорочной Девы Марии.
29 января 1996 года возведён в кардиналы-священники с титулом церкви pro hac vice Сан-Чезарео-ин-Палатио.
Являлся членом нескольких конгрегаций и советов:
- член Конгрегации богослужения и дисциплины таинств,
- член Конгрегации по канонизации святых,
- член Папского совета по пасторскому попечению о работниках здравоохранения,
- член Папской комиссии по делам государства-града Ватикана.

После того, как ему исполнилось 80 лет (февраль 2004 года) он потерял право на участие в конклаве.
Жил во дворце в Ватикане.
3 сентября 2011 года скончался в Ватикане.

## Награды
- Орден Белого орла (Польша, 10 октября 2006 года)[3].
- Бальи — кавалер Большого креста Чести и Преданности для кардиналов Святой Римской Церкви Мальтийского ордена[2].
- Кавалер Большого креста ордена Инфанта дона Энрике (Португалия, 2 сентября 1993 года)[4]

## Почётные учёные степени
В 1991 году он получил почетную докторскую степень honoris causa богословского факультета Папской академии теологии в Кракове.